# Liste des maires de Saint-Georges-de-Didonne
Cet article dresse la liste par ordre de mandat des maires de la commune française de Saint-Georges-de-Didonne, située dans le département de la Charente-Maritime en région Nouvelle-Aquitaine.

## Liste des maires

### De 1790 à 1945
| Période        | Période        | Identité                                          | Étiquette | Qualité                                                                  |
| -------------- | -------------- | ------------------------------------------------- | --------- | ------------------------------------------------------------------------ |
| 1790           | 1792           | Pierre Chapt                                      | -         | Cultivateur garde-chasse                                                 |
| 1792           | 1798           | Antoine Bernard                                   | -         | Pilote lamaneur                                                          |
| 1798           | 1799           | Pierre Chapt                                      | -         | Garde-chasse                                                             |
| 1799           | 1807           | Thomas Richard (1741-1811)                        | -         | Meunier                                                                  |
| 1807           | 1814           | Pharamond de Saint-Légier de Boisrond (1763-1844) | -         | Colonel                                                                  |
| 1814           | 1815           | Benjamin Ardouin (1783-1860)                      | -         | Propriétaire                                                             |
| 1815           | 1818           | Pharamond de Saint-Légier de Boisrond (1763-1844) | -         | Contre-amiral er                                                         |
| 1818           | septembre 1826 | Dominique-Guillaume Fontaneau                     | -         | Commis négociant                                                         |
| 1826           | 1831           | Pharamond de Saint-Légier de Boisrond (1763-1844) | -         | Contre-amiral er                                                         |
| 1831           | 1841           | Benjamin Ardouin (1783-1860)                      | -         | Propriétaire                                                             |
| 1841           | 1864           | Jean-Baptiste Dusser (1784-1870)                  | -         | Propriétaire cultivateur Démissionnaire                                  |
| 1864           | 1866           | Ambroise Charriaud                                | -         | Propriétaire cultivateur                                                 |
| décembre 1866  | août 1870      | Elie Coussot (1800-1884)                          | -         | Boulanger                                                                |
| 1871           | 1874           | Célestin Philippe Gaudin (1818-1879)              | -         | Chirurgien major de marine retraité                                      |
| 1874           | septembre 1878 | Isaac Vincens (1823-1893)                         | -         | Instituteur et secrétaire de mairie                                      |
| septembre 1878 | 1879           | Simon-Eugène Pelletan (1848-1920)                 | -         | Propriétaire cultivateur Maire par intérim                               |
| 1879           | 1881           | Louis Gruget (1835-1903)                          | -         | Pilote lamaneur                                                          |
| 1881           | 1920           | Simon-Eugène Pelletan (1848-1920)                 | -         | Propriétaire cultivateur                                                 |
| 1920           | mai 1929       | Adolphe Gustave Autrusseau (1852-1930)            | -         | Instituteur et secrétaire de mairie                                      |
| mai 1929       | mai 1934       | André Maudet (1875-1953)                          | -         | Médecin généraliste Ancien conseiller municipal de Blanzac (1908 → 1923) |
| mai 1934       | juillet 1934   | Louis Doussantousse                               | PCF       | Artisan plâtrier                                                         |
| juillet 1934   | 1945           | André Maudet (1875-1953)                          | -         | Médecin généraliste                                                      |

### Depuis 1945
| Période         | Période                       | Identité                      | Étiquette               | Qualité |
| --------------- | ----------------------------- | ----------------------------- | ----------------------- | --- |
| 1945            | 14 aout 1946                  | Paul Camille Hubert           |                         | Instituteur Démissionnaire |
| 1946            | 1951                          | Georges Baud (1884-1973)      | SFIO                    | Fonctionnaire et instituteur, deuxième adjoint du précédent Réélu en 1947 |
| 28 janvier 1951 | 21 mars 1971                  | Jacques Frénal (1919-1975)    |                         | Chirurgien à la Polyclinique de Saint-Georges-de-Didonne Réélu en 1953, 1959 et 1965 |
| 21 mars 1971    | 27 juin 1978                  | Miguel de Pereyra (1903-1979) |                         | Administrateur civil Réélu en 1977 Démissionnaire pour raisons de santé |
| 27 juin 1978    | mars 1983                     | Henri Charron (1911-1999)     |                         | Ancien pharmacien, premier adjoint (1977 → 1978) |
| mars 1983       | 24 mars 1989                  | Charles Martel (1920-2001)    | UDF                     | Professeur, premier adjoint du précédent |
| 24 mars 1989    | 7 juillet 2002                | Dominique Bussereau           | UDF-PR puis DL puis UMP | Conseiller en entreprise, secrétaire d'État et ministre (2002 → 2010) Député de la 4e circonscription de la Charente-Maritime (1993 → 2002) Conseiller général de Royan-Est (1985 → 2015) Conseiller régional de Poitou-Charentes (1992 → 1993) Réélu en 1990 (élection partielle), 1995 et 2001 Démissionnaire à la suite de sa nomination au gouvernement |
| 7 juillet 2002  | 20 octobre 2009               | Jean-Michel Renu              | UMP                     | Agent immobilier, maire honoraire (2020) Ancien vice-président de la CA Royan Atlantique Réélu en 2008 Démissionnaire |
| 8 novembre 2009 | 8 février 2013                | Françoise Brouard (1950- )    | SE                      | Retraitée de la MSA, ancienne adjointe (1995 → 2001) Chevalier de la Légion d'honneur (2013) |
| 8 février 2013, | 3 juillet 2020                | Jean-Marc Bouffard (1952- )   | DVD                     | Cadre de direction retraité 10e vice-président de la CA Royan Atlantique (2014 → 2020) Chevalier de l'Ordre national du Mérite (2006) Élu à la suite d'une élection partielle, réélu en 2014 |
| 3 juillet 2020, | En cours (au 19 janvier 2021) | François Richaud (1943- )     | DVC                     | Enseignant-chercheur 11e vice-président de la CA Royan Atlantique (2020 → ) |

## Conseil municipal actuel
À l'issue du second tour des élections municipales, les 29 sièges composant le conseil municipal ont été pourvus. Actuellement, il est réparti comme suit :

## Résultats des élections municipales

### Élection municipale de 2020
Le premier tour de scrutin a eu lieu le 15 mars 2020 dans un contexte particulier, lié à la pandémie de Covid-19. Prévu initialement le 22 mars, le second tour est fixé au 28 juin 2020.
| Tête de liste                             | Tête de liste                   | Liste                    | Premier tour | Premier tour | Second tour | Second tour | Sièges | Sièges |
| Tête de liste                             | Tête de liste                   | Liste                    | Voix         | %            | Voix        | %           | CM     | CC     |
| ----------------------------------------- | ------------------------------- | ------------------------ | ------------ | ------------ | ----------- | ----------- | ------ | ------ |
|                                           | Jean-Marc Bouffard *            | DVD                      | 703          | 34,37        | 894         | 37,65       | 5      | 1      |
| Émergence 2020                            |                                 |                          | 703          | 34,37        | 894         | 37,65       | 5      | 1      |
|                                           | François Richaud                | DVC                      | 573          | 28,01        | 1 003       | 42,24       | 21     | 3      |
| Saint-Georges Union 2020                  |                                 |                          | 573          | 28,01        | 1 003       | 42,24       | 21     | 3      |
|                                           | Laurent Massard                 | DVC                      | 540          | 26,40        | 477         | 20,09       | 3      | 0      |
| Nouveau cap pour Saint-Georges-de-Didonne |                                 |                          | 540          | 26,40        | 477         | 20,09       | 3      | 0      |
|                                           | Dominique Franque de Luxembourg | ECO                      | 229          | 11,19        |             |             |        |        |
| Avenir Saint-Georges-de-Didonne           |                                 |                          | 229          | 11,19        |             |             |        |        |
|                                           |                                 |                          |              |              |             |             |        |        |
| Votes valides                             | Votes valides                   | Votes valides            | 2 045        | 97,57        | 2 374       | 97,41       |        |        |
| Votes blancs                              | Votes blancs                    | Votes blancs             | 19           | 0,91         | 30          | 1,23        |        |        |
| Votes nuls                                | Votes nuls                      | Votes nuls               | 32           | 1,53         | 33          | 1,35        |        |        |
| Total                                     | Total                           | Total                    | 2 096        | 100,00       | 2 437       | 100,00      | 29     | 4      |
| Abstentions                               | Abstentions                     | Abstentions              | 2 788        | 57,08        | 2 423       | 49,86       |        |        |
| Inscrits / participation                  | Inscrits / participation        | Inscrits / participation | 4 884        | 42,92        | 4 860       | 50,14       |        |        |
| * Liste du maire sortant                  |                                 |                          |              |              |             |             |        |        |

### Élection municipale de 2014
|                                  | Jean-Marc Bouffard * | DVD            | 1 545 | 54,70  | 23 | 4 |  |  |
| Émergence 2014                   |                      |                | 1 545 | 54,70  | 23 | 4 |  |  |
|                                  | Patrick Berthier     | DVD            | 569   | 20,14  | 3  | 0 |  |  |
| Saint-Georges d'abord 2014       |                      |                | 569   | 20,14  | 3  | 0 |  |  |
|                                  | Érick Mouton         | SE             | 451   | 15,97  | 2  | 0 |  |  |
| Unis pour Saint-Georges          |                      |                | 451   | 15,97  | 2  | 0 |  |  |
|                                  | Philippe Allaire     | DVD            | 259   | 9,17   | 1  | 0 |  |  |
| Rassemblement pour Saint-Georges |                      |                | 259   | 9,17   | 1  | 0 |  |  |
|                                  |                      |                |       |        |    |   |  |  |
| Inscrits                         | Inscrits             | Inscrits       | 4 667 | 100,00 |    |   |  |  |
| Abstentions                      | Abstentions          | Abstentions    | 1 700 | 36,43  |    |   |  |  |
| Votants                          | Votants              | Votants        | 2 967 | 63,57  |    |   |  |  |
| Blancs et nuls                   | Blancs et nuls       | Blancs et nuls | 143   | 4,82   |    |   |  |  |
| Exprimés                         | Exprimés             | Exprimés       | 2 824 | 95,18  |    |   |  |  |
| * Liste du maire sortant         |                      |                |       |        |    |   |  |  |

### Élection municipale partielle de 2013
Cette élection municipale partielle est organisée à la suite de la démission de plus d'un tiers des membres du conseil municipal.
|                                      | Jean-Marc Bouffard  | DVD            | 1 222 | 53,64  | 23 |  |  |  |
| Émergence 2013                       |                     |                | 1 222 | 53,64  | 23 |  |  |  |
|                                      | Françoise Brouard * | DVD - UMP      | 809   | 35,51  | 5  |  |  |  |
| Saint-Georges, aujourd’hui et demain |                     |                | 809   | 35,51  | 5  |  |  |  |
|                                      | Danièle Coudert     | DVD            | 247   | 10,84  | 1  |  |  |  |
| Saint-Georges d’abord                |                     |                | 247   | 10,84  | 1  |  |  |  |
|                                      |                     |                |       |        |    |  |  |  |
| Inscrits                             | Inscrits            | Inscrits       | 4 524 | 100,00 |    |  |  |  |
| Abstentions                          | Abstentions         | Abstentions    | 2 170 | 41,97  |    |  |  |  |
| Votants                              | Votants             | Votants        | 2 354 | 52,03  |    |  |  |  |
| Blancs ou nuls                       | Blancs ou nuls      | Blancs ou nuls | 76    | 3,23   |    |  |  |  |
| Exprimés                             | Exprimés            | Exprimés       | 2 278 | 96,77  |    |  |  |  |
| * Liste de la maire sortante         |                     |                |       |        |    |  |  |  |

### Élection municipale de 2008
|                                 | Dominique Bussereau * | UMP            | 1 578 | 55,23  | 23 |  |  |  |
| Saint-Georges ensemble          |                       |                | 1 578 | 55,23  | 23 |  |  |  |
|                                 | Jean-Marc Bouffard    | DVD            | 969   | 33,92  | 5  |  |  |  |
| Émergence 2008                  |                       |                | 969   | 33,92  | 5  |  |  |  |
|                                 | Philippe Allaire      | DVG            | 310   | 10,85  | 1  |  |  |  |
| Saint-Georges autrement         |                       |                | 310   | 10,85  | 1  |  |  |  |
|                                 |                       |                |       |        |    |  |  |  |
| Inscrits                        | Inscrits              | Inscrits       | 4 658 | 100,00 |    |  |  |  |
| Abstentions                     | Abstentions           | Abstentions    | 1 601 | 34,37  |    |  |  |  |
| Votants                         | Votants               | Votants        | 3 057 | 65,63  |    |  |  |  |
| Blancs ou nuls                  | Blancs ou nuls        | Blancs ou nuls | 200   | 6,54   |    |  |  |  |
| Exprimés                        | Exprimés              | Exprimés       | 2 857 | 93,46  |    |  |  |  |
| * Liste de la majorité sortante |                       |                |       |        |    |  |  |  |

### Élection municipale de 2001
|                          | Dominique Bussereau * | DL             | 1 530 | 63,56  | 24 |  |  |  |
| Saint-Georges évolution  |                       |                | 1 530 | 63,56  | 24 |  |  |  |
|                          | Bernard Rossignol     | PS             | 877   | 36,44  | 5  |  |  |  |
| Présence citoyenne       |                       |                | 877   | 36,44  | 5  |  |  |  |
|                          |                       |                |       |        |    |  |  |  |
| Inscrits                 | Inscrits              | Inscrits       | 4 258 | 100,00 |    |  |  |  |
| Abstentions              | Abstentions           | Abstentions    | 1 630 | 38,28  |    |  |  |  |
| Votants                  | Votants               | Votants        | 2 628 | 61,72  |    |  |  |  |
| Blancs ou nuls           | Blancs ou nuls        | Blancs ou nuls | 221   | 8,41   |    |  |  |  |
| Exprimés                 | Exprimés              | Exprimés       | 2 407 | 91,59  |    |  |  |  |
| * Liste du maire sortant |                       |                |       |        |    |  |  |  |

### Élection municipale partielle de 1990
Cette élection municipale partielle est organisée à la suite de l'annulation du scrutin des 12 et 19 mars 1989 par le tribunal administratif de Poitiers, décision confirmée par le Conseil d'État.
| Tête de liste            | Tête de liste         | Liste           | Premier tour | Premier tour | Second tour | Second tour | Sièges |  |
| Tête de liste            | Tête de liste         | Liste           | Voix         | %            | Voix        | %           | CM     |  |
| ------------------------ | --------------------- | --------------- | ------------ | ------------ | ----------- | ----------- | ------ |  |
|                          | Dominique Bussereau * | UDF - RPR - DVD | 996          | 42,29        | 1 144       | 46,24       | 20     |  |
|                          | Émile Lardennois      | RPR - DVD       | 910          | 38,64        | 1 026       | 41,47       | 6      |  |
|                          | Bernard Rossignol     | PS - PCF (UG)   | 449          | 19,06        | 304         | 12,28       | 1      |  |
|                          |                       |                 |              |              |             |             |        |  |
| Inscrits                 | Inscrits              | Inscrits        | 3 796        | 100,00       | 3 795       | 100,00      |        |  |
| Abstentions              | Abstentions           | Abstentions     | 1 379        | 36,32        | 1 281       | 33,75       |        |  |
| Votants                  | Votants               | Votants         | 2 417        | 63,68        | 2 514       | 66,25       |        |  |
| Blancs et nuls           | Blancs et nuls        | Blancs et nuls  | 67           | 1,76         | 40          | 1,05        |        |  |
| Exprimés                 | Exprimés              | Exprimés        | 2 350        | 61,91        | 2 474       | 65,19       |        |  |
| * Liste du maire sortant |                       |                 |              |              |             |             |        |  |

### Élection municipale de 1989
| Tête de liste  | Tête de liste       | Liste               | Premier tour | Premier tour | Second tour | Second tour | Sièges |  |
| Tête de liste  | Tête de liste       | Liste               | Voix         | %            | Voix        | %           | CM     |  |
| -------------- | ------------------- | ------------------- | ------------ | ------------ | ----------- | ----------- | ------ |  |
|                | Dominique Bussereau | UDF - RPR - DVD     | 1 048        | 39,59        | 1 107       | 39,59       | 19     |  |
|                | Émile Lardennois    | RPR - UDF - DVD     | 941          | 35,37        | 1 071       | 38,11       | 5      |  |
|                | Maurice Menier      | PS - PCF - DVG (UG) | 671          | 25,22        | 632         | 22,49       | 3      |  |
|                |                     |                     |              |              |             |             |        |  |
| Inscrits       | Inscrits            | Inscrits            | 3 864        | 100,00       | 3 862       | 100,00      |        |  |
| Abstentions    | Abstentions         | Abstentions         | 1 132        | 29,29        | 1 009       | 26,12       |        |  |
| Votants        | Votants             | Votants             | 2 732        | 70,71        | 2 853       | 73,88       |        |  |
| Blancs et nuls | Blancs et nuls      | Blancs et nuls      | 72           | 1,86         | 43          | 1,11        |        |  |
| Exprimés       | Exprimés            | Exprimés            | 2 660        | 68,84        | 2 810       | 72,76       |        |  |